# Сириус (фильм)
«Си́риус» (англ. Sirius) — документальный фильм в двух частях, который снял режиссёр Амардип Калека (англ. Amardeep Kaleka) по книгам уфолога Стивена М. Грира (англ. Steven M. Greer) — Скрытая Правда (англ. Hidden Truth) и Запрещённое Знание (англ. Forbidden Knowledge).
В фильме показаны интервью с бывшими чиновниками правительства и вооруженных сил США. Кроме того, рассказано о найденной в пустыне Атакама небольшой (15 см) мумии, названной Гуманоидом Атакамы.
Финансирование создания фильма частично осуществлялось проектом Kickstarter.
Премьера фильма состоялась 24 апреля 2013 года в Лос-Анджелесе, штат Калифорния, США.

## Краткое содержание

### Первая часть
В начале первой части, вскрывая секретный заговор, утверждается, что, несмотря на все демократические выборы, власть на Земле принадлежит так называемой мировой элите. Она заинтересована лишь в развитии нефтегазового сектора промышленности, куда вложены её огромные деньги. Она блокирует любую информацию об альтернативных технологиях, а в частности, и сведения об НЛО, могущие дать такие технологии. Далее, фильм пытается доказать присутствие на Земле инопланетных разведчиков. Приводится как ряд документов, так и различные интервью с чиновниками государственных и военных структур США. Утверждается, что существуют заимствованные у инопланетян секретные знания, такие как получение энергии из вакуума и антигравитационные транспортные средства. Однако эти технологии мировая элита тщательно охраняет от использования землянами.

### Вторая часть
Вторая часть в основном посвящена изложению истории Гуманоида Атакамы, подаваемой в свете его возможного инопланетного происхождения и, как следствие, доказательства присутствия инопланетян на Земле.

## Отзывы
Рецензии на фильм носили преимущественно негативный характер. Так, журнал The Hollywood Reporter выразил сожаление, что в фильме не удалось создать убедительный видеоряд, рассеивающий скептицизм зрителей. Еженедельник The Village Voice отметил практически не раскрытый потенциал затронутых тем.